# Antonio Ponticorona
Antonio Ponticorona foi um prelado católico romano que serviu como Bispo de Agrigento (1445–1451) e Bispo de Cefalu (1422–1445).

## Biografia
Antonio Ponticorona foi ordenado sacerdote na Ordem dos Pregadores. Em 1442, foi nomeado pelo Papa Eugênio IV como Bispo de Cefalu. No dia 23 de julho de 1445, foi nomeado pelo Papa Eugênio IV Bispo de Agrigento. Serviu como Bispo de Agrigento até à sua morte em 1451.